# Magnesia (regional enhed)
 For alternative betydninger, se Magnesia. (Se også artikler, som begynder med Magnesia)
Magnesia (græsk: Μαγνησία, Magnisía, IPA: [maɣniˈsia] ), oldgræsk: Magnēsía, der stammer fra stammenavnet Magnetes, er en regional enhed i Grækenland. Det er en del af periferien Thessalien. Dens hovedstad er byen Volos. Omkring 70 % af befolkningen i Magnesia bor i Volos-området, som er den næststørste by i Thessalien og den tredje travleste kommercielle havn i Grækenland.
Ifølge den seneste folketælling (2011) er indbyggertallet 190.010. Den regionale enhed er vært for 2.000.000 turister årligt. Magnesia er repræsenteret i det græske parlament med seks sæder. Dens vigtigste landbrugsprodukter er hvede, bomuld, tomater, druer, oliven, æbler og honning.

## Geografi
Magnesia ligger for en stor del rund om Den Pagasetiske Bugt, en bugt i Det Ægæiske Hav. Pelion-bjergkæden lukker for Golfen på øst- og sydsiden og efterlader kun en smal kanal nær Trikeri. Den højeste top af den skovklædte Pelion er Pourianos Stavros eller Xeforti (1.624). På den sydlige kant af Magnesia-halvøen ligger bjerget Tisaio.
Maurovouni (1.054 moh.) er det nordøstligste bjerg i den regionale enhed og strækker sig til den tilstødende regionale enhed Larissa. Den sydvestlige grænse af Magnesia er dannet af Othrys, med dens højeste top Gerakovouni (1.726 moh.). Det indre af Magnesia har to sletter. Sletterne sydvest for Den Pagasetiske Bugt kaldes Almyros-sletten, mens sletterne nordvest for Golfen kaldes Volos-Velestino-sletten. Det hydrologiske netværk af Magnesia er ikke særlig rigt og er karakteriseret ved fraværet af store floder. Vandene, der kommer fra Pelion, danner floderne Anavros, Platanorema og Xirias.
I den nordlige del af Magnesia lå tidligere Karla-søen. Karla-søen blev afvandet i 1962, men der er gjort forsøg på dens delvise gendannelse. Nær Amaliapolis ligger et kystnært vådområde, med forskellige arter af trækfugle. Dette vådområde er sammen med skoven af Kouri - en sjælden egeskov tæt på Almyros, er på listen over de beskyttede områder i det europæiske netværk Natura 2000.

## Administration
Den regionale enhed Magnesia er opdelt i 5 kommuner. Disse er (numre som på kortet i infoboksen):
- Almyros (2)
- Rigas Feraios (6)
- South Pelion ( Notio Pilio, 5)
- Volos (1)
- Zagora-Mouresi (4)

### Præfektur
Magnesia blev skabt som et præfektur. Ud over territoriet for den nuværende regionale enhed Magnesia omfattede Magnesia-præfekturet den nordlige øgruppe Sporaderne (Skiathos, Skopelos og Alonnisos). Som en del af Kallikratis-regeringsreformen i 2011 blev præfekturet opdelt i Magnesia og Sporaderne regionale enheder. Samtidig blev kommunerne omorganiseret, ifølge nedenstående tabel.
| Ny kommune               | Gamle kommuner | Sæde      |
| ------------------------ | -------------- | --------- |
| Almyros                  | Almyros        | Almyros   |
| Almyros                  | Anavra         | Almyros   |
| Almyros                  | Pteleos        | Almyros   |
| Almyros                  | Sourpi         | Almyros   |
| Rigas Feraios            | Feres          | Velestino |
| Rigas Feraios            | Karla          | Velestino |
| Rigas Feraios            | Keramidi       | Velestino |
| Syd Pelion (Notio Pilio) | Argalasti      | Argalasti |
| Syd Pelion (Notio Pilio) | Afetes         | Argalasti |
| Syd Pelion (Notio Pilio) | Milies         | Argalasti |
| Syd Pelion (Notio Pilio) | Sipiada        | Argalasti |
| Syd Pelion (Notio Pilio) | Trikeri        | Argalasti |
| Volos                    | Volos          | Volos     |
| Volos                    | Agria          | Volos     |
| Volos                    | Aisonia        | Volos     |
| Volos                    | Artemida       | Volos     |
| Volos                    | Iolkos         | Volos     |
| Volos                    | Makrinitsa     | Volos     |
| Volos                    | Nea Anchialos  | Volos     |
| Volos                    | Nea Ionia      | Volos     |
| Volos                    | Portaria       | Volos     |
| Zagora-Mouresi           | Zagora         | Zagora    |
| Zagora-Mouresi           | Mouresi        | Zagora    |

## Navnet
Ordet magnet kommer fra det græske "magnítis líthos" (μαγνήτης λίθος), som betyder "magnesiansk sten". Navnene på grundstofferne magnesium og mangan stammer også fra enten denne region eller dens koloni Magnesia ad Sipylum, som ud over den magnetiske magnetit (en jernmalm) producerer visse malme af magnesium og mangan, som var kendt af alkymister.